# Розівка (Коростенський район)
Ро́зівка — село в Україні, в Коростенському районі Житомирської області. Населення становить 218 осіб.

## Історія
У 1906 році — колонія Лісівщина Ушомирської волості Житомирського повіту Волинської губернії. Відстань від повітового міста 65 верст, від волості 10. Дворів 36, мешканців 237.
У 1969—83 роках — адміністративний центр колишньої Розівської сільської ради Коростенського району.

## Населення

### Мова
Розподіл населення за рідною мовою за даними перепису 2001 року:
| Мова       | Кількість | Відсоток |
| ---------- | --------- | -------- |
| українська | 212       | 97.25%   |
| російська  | 6         | 2.75%    |
| Усього     | 218       | 100%     |